# E-3ビザ
E-3ビザはオーストラリア国民だけが取得可能なアメリカ合衆国のビザ。オーストラリアとアメリカの自由貿易協定（FTA）の結果として連邦議会が設置したビザだが、正式にはこのビザはFTAの一部ではない。ジョージ・ブッシュの署名により2005年5月11日に制定された。

## 説明
E-3ビザはH-1Bビザに類似しているが、配偶者が制限なしに就労できることや、2年ごとに何度でも更新し続けられること、発給プロセスが早いことなどが異なる。カナダ人とメキシコ人に発給されるTNビザとは違って仕事につく配偶者はオーストラリア人ではなくてもよい。H-1Bビザの年間枠は65,000件で、E-3ビザの年間枠は10,500件。H-1Bビザのほうが枠の数は多いが、他のあらゆる国からの申請者と競争になるので、E-3ビザはオーストラリア人に有利なビザだと考えられている。E-3保有者の配偶者や子供に発給されるビザは年間枠には含まれない。
INAセクション101(a)(15)(E)では、E非移民ビザ保持者はアメリカに永住する意図を持たないものとされているが、USCISが発行しているガイドラインでは、Eクラスのビザ申請（延長を含む）は、期限の定めのない労働許可証を保有していることや移民ビザを申請しているという事実だけをもって拒否することはできないとされている。従って永住する意思を持っていることはE-3ビザ申請の妨げにはならない。
H-1Bビザと同様、E-3ビザの申請にあたってはまずその雇用者が労働条件申請書（Labor Condition Application; LCA）をアメリカ労働省に提出する。LCAにはE-3ビザを申請するオーストラリア人ということをわかるようにしておく。LCAが認可されたあと、申請者本人がアメリカ領事館にいってビザを申請する。一時的なビザあるいは非移民ビザでアメリカ国内にすでに滞在しているオーストラリア人もE-3を申請してステータスを切り替えることができるが、ビザ免除プログラムで入国しているものはE-3を申請するには一度アメリカを出国する必要がある。

## 統計
E-3ビザが制定されて以降、毎年2000～3000件のE-3ビザがアメリカ領事館からオーストラリア人に対して発給されている。それに加えてビザの有効期限が切れた人にたいしてE3Rビザも発給されている。E-3発給数は次の通り。2005年会計年度（以下同じ）は新規4件。2006年は新規1,918件。2007年は新規2,572件、更新6件。2008年は新規2,961件、更新1,568件。2009年は新規2,191件、更新1,421件。また、年間1000～1500件E3DビザがE-3所持者の配偶者や子供に発給されている。（アメリカの会計年度は前年の10月～9月末。）

## 相互関係
アメリカ人はオーストラリアの457長期滞在ビザを取得して、E-3ビザと同様、オーストラリア国内で仕事をすることができるが、457ビザはアメリカ人専用のビザではない。アメリカ人に限定されたビザプログラムはオーストラリアにはない。

## 参照
1. ↑  “Qualifying for the E3 visa”. E-3 visa.   Embassy of the United States - Canberra, Australia. 2011年10月22日閲覧。
2. ↑  PART 41—VISAS: DOCUMENTATION OF NONIMMIGRANTS UNDER THE IMMIGRATION AND NATIONALITY ACT, AS AMENDED § 41.51 Treaty trader, treaty investor, or treaty alien in a specialty occupation - (c) Nonimmigrant E–3 treaty aliens in specialty occupations
3. ↑  Aytes, Michael (2005年12月15日). “Revisions to Adjudicator’s Field Manual (AFM) Chapters 34.1 and 34.6 (AFM Update AD05-24)”. Processing Guidelines for E-3 Australian Specialty Occupation Workers and Employment  Authorization for E-3 Dependent Spouses.   U.S. Citizenship and Immigration Services. 2011年10月22日閲覧。
4. ↑  Table (B), Nonimmigrant Visas Issued by Classification (Including Crewlist Visas and Border Crossing Cards): Fiscal Years 2005 - 2009, in Report of the Visa Office 2009